# Eupithecia franconica
Eupithecia franconica là một loài bướm đêm trong họ Geometridae.